# Walter J. Sheldon
Pour les articles homonymes, voir Sheldon.
Walter J. Sheldon, né le 9 janvier 1917 à Philadelphie en Pennsylvanie aux États-Unis et mort le 9 juin 1996, est un écrivain américain, auteur de roman policier et de science-fiction.

## Biographie
Il vit pendant de nombreuses années au Japon et est de 1967 à 1969 analyste politique à la radio de propagande Radio Free Europe.
Il publie en 1952 son premier roman intitulé Troubling of a Star. Son œuvre est composée de romans de fiction et d'essais, notamment sur le Japon, de romans policiers, de romans de science-fiction et de plus de deux cents nouvelles ou articles publiées dans différents pulps ou magazines comme Cosmopolitan, Coronet (en), Saturday Review (en) ou Esquire. En 1968, il signe un roman, Guess Who’s Coming to Kill You? du nom-maison Ellery Queen. 
Il compte deux traductions en France au sein de la collection Série noire.

## Œuvre

### Romans

#### Romans signés Walt Sheldon, Walter J. Sheldon ou Walter James Sheldon
- Troubling of a Star, 1952
- Brink of Madness, 1953
- The Man who Paid His Way, 1955
- Tour of Duty, 1961
- The Blue Kimono Kill, 1965
- The Honorable Conquerors, 1965
- Hell or High Water; MacArthur's Landing at Inchon, 1968
- Tigers in the Rice; The Story of Vietnam from Ancient Past to Uncertain Future, 1969
- The Red Flower, 1971
  - Moine à tout faire, Série noire no 1530, 1972
- Gold Bait, 1973
  - Un baroud de trop, Série noire no 1650, 1974
- The Dunes, 1974
- The Yellow Music Kill, 1974
- Boating Without Going Broke, 1975
- The Beast, 1980
- Rites of Murder: A Bishop Burdock Mystery, 1984

#### Roman signé Ellery Queen
- Guess Who’s Coming to Kill You?, 1968 (autre titre Guess Who’s Going to Kill You?)

### Nouvelles

#### Nouvelles signées Walt Sheldon, Walter J. Sheldon ou Walter James Sheldon
- Pistol Performer (1939)
- Murder's Private Preview (1942)
- Payoff Punch (1942)
- Generalissimo Flatfoot (1943)
- Pilot to Murderer (1945)
- Numbers Aren't Nasty (1945)
- Satan’s Roundup (1946)
- Bullets at Broken Fork (1946)
- No Sky for Heroes (1946)
- Fifty-Caliber Fist (1947)
- Hell-Bent for Glory (1947)
- The Emperor’s Eye (1947)
- Siren of Sahara Skies (1948)
- Joint Operation (1948)
- Giant in the Town (1948)
- Flight Into Fury (1948)
- D for Doomsday (1948)
- Beware the Winged Tigress! (1948)
- Into the Sphinx’s Nest (1948)
- The Long Fear (1948)
- Perfect Servant (1948)
- The Long Fear (1948)
- More Than Man-Size (1949)
- Brand a Heart High (1949)
- Devil Rain (1949)
- Tiger-Shark Tailspin (1949)
- Sundown and the Schoolmarm (1949)
- Glory Strike (1949)
- Jackal-Man’s Hunger (1949)
- Counterblow (1949)
- Sorceress in Spurs (1949)
- Trail Terror (1949)
- Boss Wanted—See Señorita Satan! (1949)
- Dragon in the Sky (1949)
- Desert Parley (1949)
- Giant in Buckskins (1949)
- Lady, Ride Yore Luck! (1949)
- Little Idol, Big Juju (1949)
- A Rope for Lucifer (1950)
- Swing Your Lady’s Heart (1950)
- A Banquet for the Bwana (1950)
- Double-Take on Death (1950)
- Trouble Feature (1950)
- Sweetly the Owl Hoots (1950)
- Devil in the Diggin’s (1950)
- The Dragon-Queen Awakes (1950)
- Gold Bars—Iron Guts! (1950)
- The Time Cave (1950)
- The Heretic (1950)
- Challenge in the Desert (1950)
- The Gabon Viper (1950)
- Gunsmoke Fiesta (1950)
- Operation Decoy (1950)
- Music of the Spheres (1950)
- The Eyes Are Watching (1950)
- A Bit of Forever (1950)
- Spacemate (1950)
- Detonator (1950)
- Everybody's a Hero (1950)
- Gringo Blood for Spanish Gold (1950)
- The Salad Citizens (1950)
- The Country Beyond the Curve (1950)
- Hearts and Skillets (1950)
- Under the Dragon (1950)
- The Rebel of Navajo Rock (1950)
- Rebellion (1950)
- Chore for a Spaceman (1950)
- Celestial Landfall (1950)
- Target: Tanks (1951)
- Enemy in the House (1951)
- The Imposter Ace (1951)
- Wrong Steer (1951)
- The Sparkin’ Horse (1951)
- Sham Battle (1951)
- Nuisance Value (1951)
- Outpost (1951)
- The Public Eye (1951)
- Quarantine (1951)
- Martian Through Georgia (1951)
- Killer's Price (1951)
- Cold Steel (1951)
- Mission Deferred (1951)
- Martian Through Georgia (1951)
- The Last Trek of Bwana Long-Eye (1951)
- Replica (1951)
- I, the Unspeakable (1951)
- MIGs Are Down His Alley (1952)
- Takeout (1952)
- Wild Blue Tomorrow (1952)
- Vulture's Rendezvous (1952)
- Notch-Hunter Nightmare (1952)
- The Star Minstrel (1952)
- The Hunters (1952)
- A Lack of Versimilitude (1952)
- Like Kit Carson Did (1952)
- The Hostage (1952)
- Whipsawed (1953)
- Hairtrigger Heart (1953)
- Interlude in Tokyo (1953)
- Death of e Brave (1953)
- Brink of Madness (1953)
- This Is Klon Calling (1953)
- Death Rides Here! (1953)
- Madman's Trek (1954)
- Blood Line (1954)
- Always Keep Running ou Pale Tea for Hannihan (1954) Publié en français sous le titre La Course sans fin, Paris, Opta, Mystère magazine no 167, décembre 1961
- Tokyo Payoff (1954)
- It Could Happen to You (1954)
- Lady in Shadow (1954)
- Jimsy and the Monsters (1954)
- The Technical Swain (1954)
- Two Plus Two Makes Crazy (1954)
- Lady in Shadow (1954) Publié en français sous le titre Une lettre parfumée, Paris, Fayard, Le Saint détective magazine no 12, février 1956
- Your Time Is Up (1955)
- Houlihan's Equation (1955)
- The Shrine (1956)
- Oedipus (1956)
- To Break the Weave (1956) Publié en français sous le titre Les Liens brisés, Paris, Opta, Mystère magazine no 137, juin 1959
- The Big Leap (1956)
- The Fog Hides Fear (1956)
- Johnny Pringle, Detective (1956) Publié en français sous le titre Johnny Pringle, détective, Paris, Fayard, Le Saint détective magazine no 33, novembre 1957
- Dead Man's Cat (1956)
- The Silent Weapon (1956)
- I'm Listening to Your Thoughts (1957)
- Witch's Saturday (1957)
- Bone of Contention (1957)
- Line of Fire (1957)
- Eye-Witness Account (1957)
- That Real, Cool Madness (1958)
- Mercy Cargo (1958)
- Quiet Hell (1958)
- The Crew (1958)
- Check Ride (1958)
- Speak to Evil (1959)
- Time for Crime (1959)

#### Nouvelle signée Walters S. James
- The Spanish Bit (1952)

#### Nouvelle signée Sheldon Walters
- All You Do Is Tranz the Frammis! (1950)

## Sources
- Claude Mesplède, Les années "Série noire" bibliographie critique d'une collection policière, t. 4 : 1972-1982, Amiens, Encrage, coll. « Travaux » (no 25), 1995, 318 p. (ISBN 978-2-906389-63-2), p. 24-94.
- Claude Mesplède et Jean-Jacques Schleret, SN, voyage au bout de la Noire : inventaire de 732 auteurs et de leurs œuvres publiés en séries Noire et Blème : suivi d'une filmographie complète, Paris, Futuropolis, 1982 (OCLC 11972030), p. 332
- Claude Mesplède  et Jean-Jacques Schleret (Éd. rév. de: SN, voyage au bout de la Noire), Les auteurs de la Série noire, 1945-1995, Nantes, Joseph K, coll. « Temps noir », 1996, 627 p. (ISBN 978-2-910686-11-6, OCLC 300207570), p. 420-421.